# Адамовић
Адамовић је српско презиме, патронимски изведено из имена Адам. Неки од познатих Адамовића су:
- Јована Адамовић, српска кошаркашица која игра на позицији крилног центра и тренутно игра у Црвеној звезди.
- Драгослав Адамовић, некадашњи новинар и публициста.
- Коста Адамовић, био је генералштабни бригадни генерал
- Лујо Адамовић, је био српски ботаничар
- Миа Адамовић, је била југословенскa и српска филмска и позоришна глумица